# Франгулис, Мариос
Мариос Франгулис (греч. Μάριος Φραγκούλης, 18 декабря 1966, Родезия) — греческий оперный певец и актёр, тенор. Поет на пяти языках, которыми свободно владеет: на итальянском, испанском, английском, французском и греческом.

## Биография
Родился в Родезии в семье греков. Когда ему было четыре года, семья переехала в Афины, где он жил с сестрой своей матери и её мужем. В возрасте 8 лет начал выступать с местным хором, и с 11 — в спектакле музыкальной школы «Иосиф и его удивительная цветная одежда» Эндрю Ллойда Уэббера.
На первом этапе музыкального образования Фрагулис сосредоточился на скрипке. В 1984 году он окончил консерваторию также по классу скрипки и отправился в Лондон. Там он поступил в Школу музыки и драмы «Guildhall», появляясь на лондонской сцене как актёр пения. В 1989 году получил стипендию оперных певцов имени Марии Каллас. Это позволило ему учиться в Академии Верди в Буссето под руководством Карло Бергонци. Он продолжил обучение в Риме под руководством Альфредо Крауса, а затем в Нью-Йорке в «Juilliard School».
В 1991 году Франгулис был приглашён Э. Л. Уэббером петь на роль Рауля в мюзикле «Призрак оперы» в постановке Театра Её Величества в Лондоне. В том же году он пел на концерте «Серенады для принцессы» на дне рождения принцессы Дианы. В июле 2000 года стал первым греческим певцом, который спел на сцене Ла Скала. Его карьера резко ускорилась с 2004 года, когда он был главной звездой концерта Нового года в Афинах и когда состоялось его выступление на открытии Олимпийских игр. С 2005 года регулярно исполняет роли на сцене крупных американских театров, в основном в репертуаре мюзиклов.

## Дискография
- 1999: Fengari Erotevmeno (Sony Music)
- 2000: Acropolis Concert (Sony Music)
- 2002: Sometimes I dream (Sony Classical)
- 2004: Follow Your Heart (Sony Classical)
- 2007: Amore Oscuro (Sony BMG)
- 2007: Passione (Sony BMG)
- 2008: Mario and Friends (Sony BMG)
- 2011: Beautiful Things (Sony Classical)